# ميرغوزو

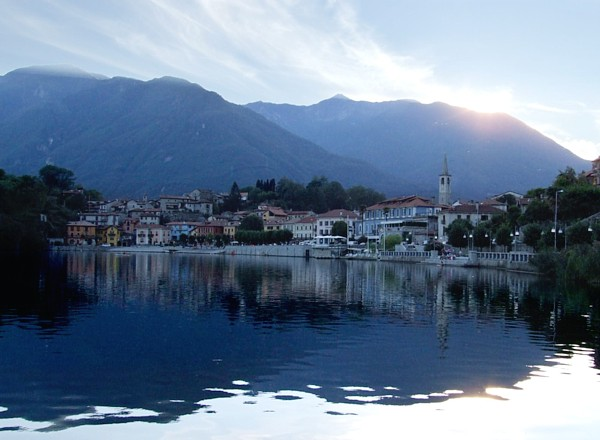
غروب الشمس فوق ميرغوزو

ميرغوزو هي كومونا (بلدية) في مقاطعة فربانو كوزيو أوسولا في منطقة بيدمونت الإيطالية ، وتقع على بعد نحو 120 كيلومتر (75 ميل) شمال شرق تورينو و نحو 9 كيلومتر (6 ميل) شمال غرب فربانيا .
و تحد ميرغوزو البلديات الآتية: غرافيلونا توس و أورنافاسو و بريموسيلو تشيوفيندا وسان برناردينو فيربانو و فربانيا .

## الإقتصاد
يتركز الإقتصاد المحلي في الغالب على السياحة القائمة على مناظر بحيرة ميرغوزو الخلابة، والتي تغطي معظم اراضيها، ويلي ذلك النشاط الأكثر أهمية وهو استخراج الحجارة والأعمال الحجرية، ولا يزال رخام كاندوغليا الوردي يُستخرج، والذي أُستُخدم في بناء كاتدرائية دومو دي ميلانو من القرن الرابع عشر فصاعدًا، وهو حجر مونتورفانو الذي يتم تصديره إلى جميع أنحاء العالم.
كما يعد القطاع الزراعي نشط أيضا.

## الرياضة
توجد في منطقة قرية نيبيو في بلدية ميرغوزو منطقة لتسلق الصخور تسمى بـ لا بانوراميكا .

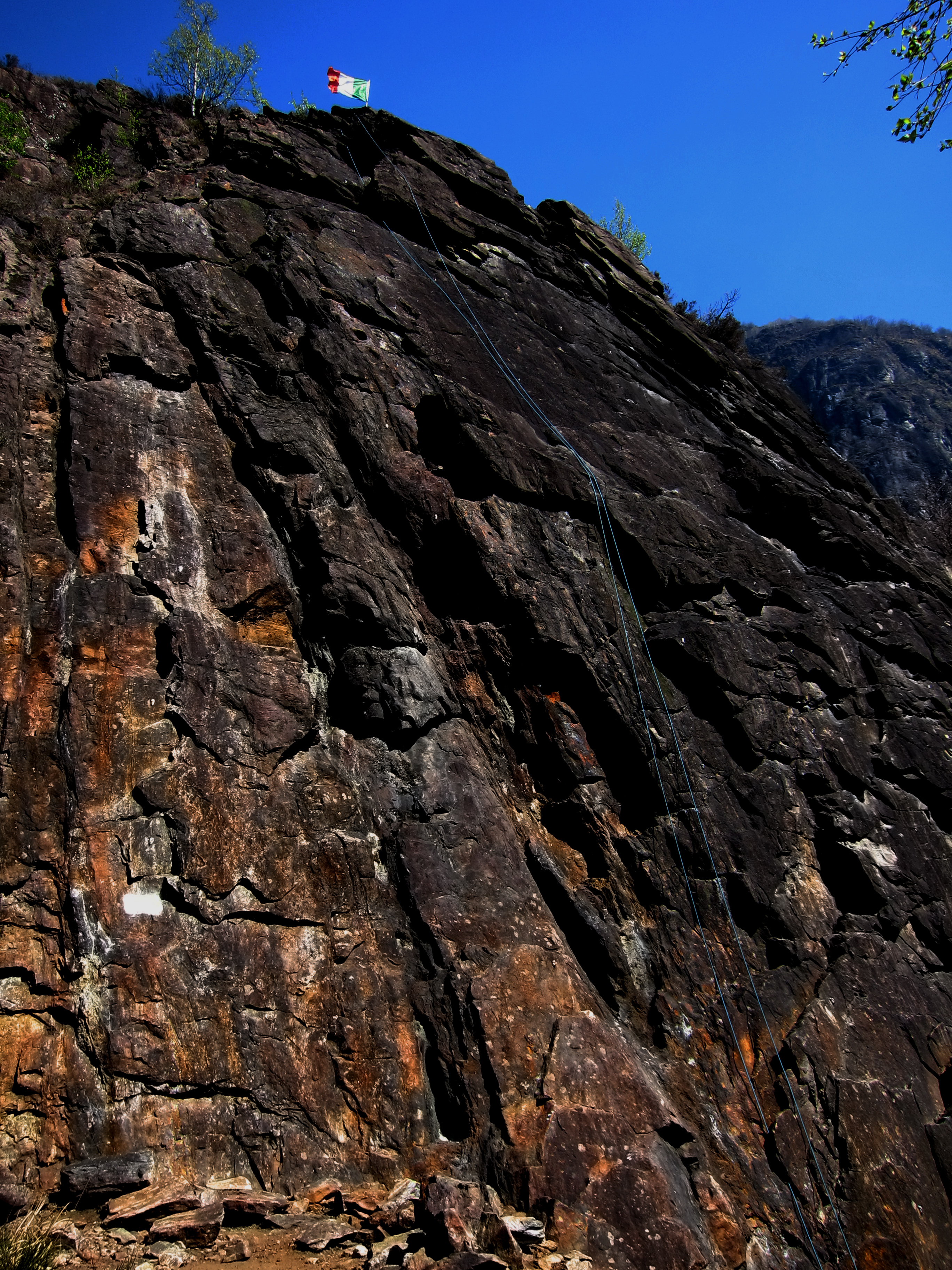
منطقة تسلق الصخور في نيبيو